# Сельдевидная сардинелла
Сельдевидная сардинелла (лат. Amblygaster   clupeoides) — род лучепёрых рыб семейства сельдевых. Эти морские пелагические рыбы обитают в тропических водах Индийского и Тихого океанов между 17° с. ш. и 19° ю. ш. и между 75° в. д. и 179° з. д. Тело веретенообразное, покрыто циклоидной чешуёй, голова голая. Максимальная длина 21 см. Встречаются на глубине до 50 м. Питаются планктоном. Являются объектом промысла.

## Ареал и среда обитания
Сельдевидная сардинелла обитает в восточной части Индийского и западной части Тихого океана от побережья Индии до Фиджи. Эта морская пелагическая рыба встречается в прибрежных водах на глубине до 50 м.

## Описание
Веретеннобразное тело слегка сжато с боков и покрыто циклоидной чешуёй, голова голая. Профили спины и брюшка округлые. Имеется слабовыраженный брюшной киль. В спинном плавнике 13—21 мягкий луч; в анальном 12—23 мягких луча. Окраска дорсальной поверхности тёмно-синяя, бока и брюхо серебристо-белые. Пятнышки на боках отсутствуют.
Максимальная длина 21 см. Средняя длина не превышает 15 см.

## Биология
Эти рыбы образуют косяки в прибрежных водах. Рацион состоит из зоопланктона, например, мизид.

## Взаимодействие с человеком
Вероятно, эти рыбы служат объектом местного промысла. Их используют в качестве наживки при промысле тунцов.